# 官玉
官玉為中國清朝武官官員，本籍浙江。行伍出身官玉於1750年（乾隆15年）奉旨以游擊身分代理沈廷耀，於台灣地區擔任台灣水師協副將。而隸屬台灣鎮之下的此官職是台灣清治時期中的這階段，全台灣的海防軍事層級最高武將，其統帥三營兵力，約數千名水師兵勇。
| 前任： 沈廷耀 | 台灣水師協副將 1750年上任 | 繼任： 沈廷耀 |